# Ocell de tempesta ventrenegre
L'ocell de tempesta ventrenegre (Fregetta tropica) és un ocell marí de la família dels oceanítids (Oceanitidae), d'hàbits pelàgics que cria a caus i esquerdes de les roques, sobre illes dels oceans meridional: Geòrgia del Sud, Òrcades del Sud, Shetland del Sud, Bouvet, Crozet, Kerguelen, Auckland, Bounty i Antípodes. Es dispersa pels mars australs, arribant cap al nord fins a Sud-amèrica, Àfrica Occidental, Badia de Bengala, Austràlia, Illes Salomó i sud de Polinèsia.